# Austrochrysa apoana
Austrochrysa apoana is een insect uit de familie van de gaasvliegen (Chrysopidae), die tot de orde netvleugeligen (Neuroptera) behoort. 
Austrochrysa apoana is voor het eerst wetenschappelijk beschreven door Banks in 1937.